# Аугуста (Сицилия)
Аугуста (итал. Augusta) — город в Италии, расположен в регионе Сицилия, подчинён административному центру Сиракузы.
Население составляет 33 466 человек, плотность населения составляет 307 чел./км². Занимает площадь 109,33 км². Почтовый индекс — 96011. Телефонный код — 00931.
Крупный морской порт. Через порт Аугуста (ит.) ввозится сырая нефть, вывозится парафин, соль, апельсины, нефтепродукты. Рядом с городом расположен крупнейший нефтеперерабатывающий комплекс Аугуста-Приоло (ит.).
Покровителем города считается Святой Доминик. Праздник города ежегодно празднуется 24 мая.
Осенью 1908 года в Аугусте проводила учение флотилия русских военных кораблей под командой адмирала В. И. Литвинова — два броненосца «Цесаревич» и «Слава» и два крейсера «Адмирал Макаров» и «Богатырь». 27 декабря 1908 года корабли отработали совместные стрельбы, а ночью произошло Мессинское землетрясение. После этого русская флотилия отправилась из Аугусты в Мессину со спасательной миссией.